# Draba sapozhnikovii
Draba sapozhnikovii là một loài thực vật có hoa trong họ Cải. Loài này được A.L.Ebel mô tả khoa học đầu tiên năm 1998.